# LCFA Femení 2015
La LCFA Femení 2015 è l'8ª edizione del campionato di football americano femminile, organizzato dalla FCFA.
Gli incontri di stagione regolare sono validi anche per il campionato nazionale.

## Squadre partecipanti
| Club                 | Città                     | Stadio | Sponsor ufficiale | Risultato nella stagione 2014 |
| -------------------- | ------------------------- | ------ | ----------------- | ----------------------------- |
| Barberá Rookies      | Barberà del Vallès        |        |                   |                               |
| Barcelona Búfals     | Barcellona                |        |                   |                               |
| L'Hospitalet Pioners | L'Hospitalet de Llobregat |        |                   |                               |
| Terrassa Reds        | Terrassa                  |        |                   |                               |

## Stagione regolare

### Calendario

#### 1ª giornata
| 7 febbraio 2015, ore 17:00 | Terrassa Reds | 33 – 6 | L'Hospitalet Pioners |  |

#### 2ª giornata
| 22 febbraio 2015, ore 11:00 | Barberá Rookies | 32 – 0 | L'Hospitalet Pioners |  |

| 22 febbraio 2015, ore 16:00 | Barcelona Búfals | 12 – 13 | Terrassa Reds |  |

#### 3ª giornata
| 7 marzo 2015 | Barberá Rookies | 27 – 19 | Barcelona Búfals |  |

#### 4ª giornata
| 18 aprile 2015 | Terrassa Reds | 18 – 26 | Barberá Rookies |  |

#### 5ª giornata
| 9 maggio 2015 | Barcelona Búfals | 41 – 6 | L'Hospitalet Pioners |  |

### Classifica
La classifica della regular season è la seguente:
- PCT = percentuale di vittorie, G = partite giocate, V = partite vinte,  P = partite perse, PF = punti fatti, PS = punti subiti

| Pos. | Squadra              | PCT   | G | V | N | P | PF | PS  |
| ---- | -------------------- | ----- | - | - | - | - | -- | --- |
| 1    | Barberá Rookies      | 1.000 | 3 | 3 | 0 | 0 | 85 | 37  |
| 2    | Terrassa Reds        | .667  | 3 | 2 | 0 | 1 | 64 | 44  |
| 3    | Barcelona Búfals     | .333  | 3 | 1 | 0 | 2 | 72 | 46  |
| 4    | L'Hospitalet Pioners | .000  | 3 | 0 | 0 | 3 | 12 | 106 |

## Playoff

### Tabellone
|  | Semifinali | Semifinali           | Semifinali       |                  |                 | VIII Finale          | VIII Finale          | VIII Finale          |  |
|  |            |                      |                  |                  |                 |                      |                      |                      |  |
|  | 1          | Barberá Rookies      | 40               |                  |                 |                      |                      |                      |  |
|  | 1          | Barberá Rookies      | 40               |                  |                 |                      |                      |                      |  |
|  | 5          | L'Hospitalet Pioners | 0                |                  |                 |                      |                      |                      |  |
|  | 5          | L'Hospitalet Pioners | 0                |                  | Barberá Rookies | Barberá Rookies      | 25                   |                      |  |
|  |            |                      |                  |                  | Barberá Rookies | Barberá Rookies      | 25                   |                      |  |
|  |            |                      | Barcelona Búfals | Barcelona Búfals | 13              |                      |                      |                      |  |
|  | 2          | Terrassa Reds        | Barcelona Búfals | Barcelona Búfals | 13              | 19                   |                      |                      |  |
|  | 2          | Terrassa Reds        |                  |                  |                 | 19                   |                      |                      |  |
|  | 3          | Barcelona Búfals     | 27               |                  |                 | Finale 3º - 4º posto | Finale 3º - 4º posto | Finale 3º - 4º posto |  |
|  | 3          | Barcelona Búfals     | 27               |                  |                 |                      |                      |                      |  |
|  |            |                      |                  |                  |                 |                      |                      |                      |  |
|  |            |                      |                  |                  |                 | L'Hospitalet Pioners | L'Hospitalet Pioners | 27                   |  |
|  |            |                      |                  |                  |                 | L'Hospitalet Pioners | L'Hospitalet Pioners | 27                   |  |
|  |            |                      |                  |                  |                 | Terrassa Reds        | Terrassa Reds        | 21                   |  |

### Semifinali
| 23 maggio 2015, ore 17:10 | Barberá Rookies | 40 – 0 | L'Hospitalet Pioners |  |

| 23 maggio 2015, ore 17:10 | Terrassa Reds | 19 – 27 | Barcelona Búfals |  |

### Finale 3º - 4º posto
| 23 maggio 2015, ore 19:00 | Terrassa Reds | 21 – 27 | L'Hospitalet Pioners |  |

### VIII Final de la LCFA Femení
| 23 maggio 2015, ore 19:30 | Barberá Rookies | 25 – 13 | Barcelona Búfals |  |

## Verdetti
- Barberá Rookies Campionesse della LCFA Femení